# Octóxido de triurânio

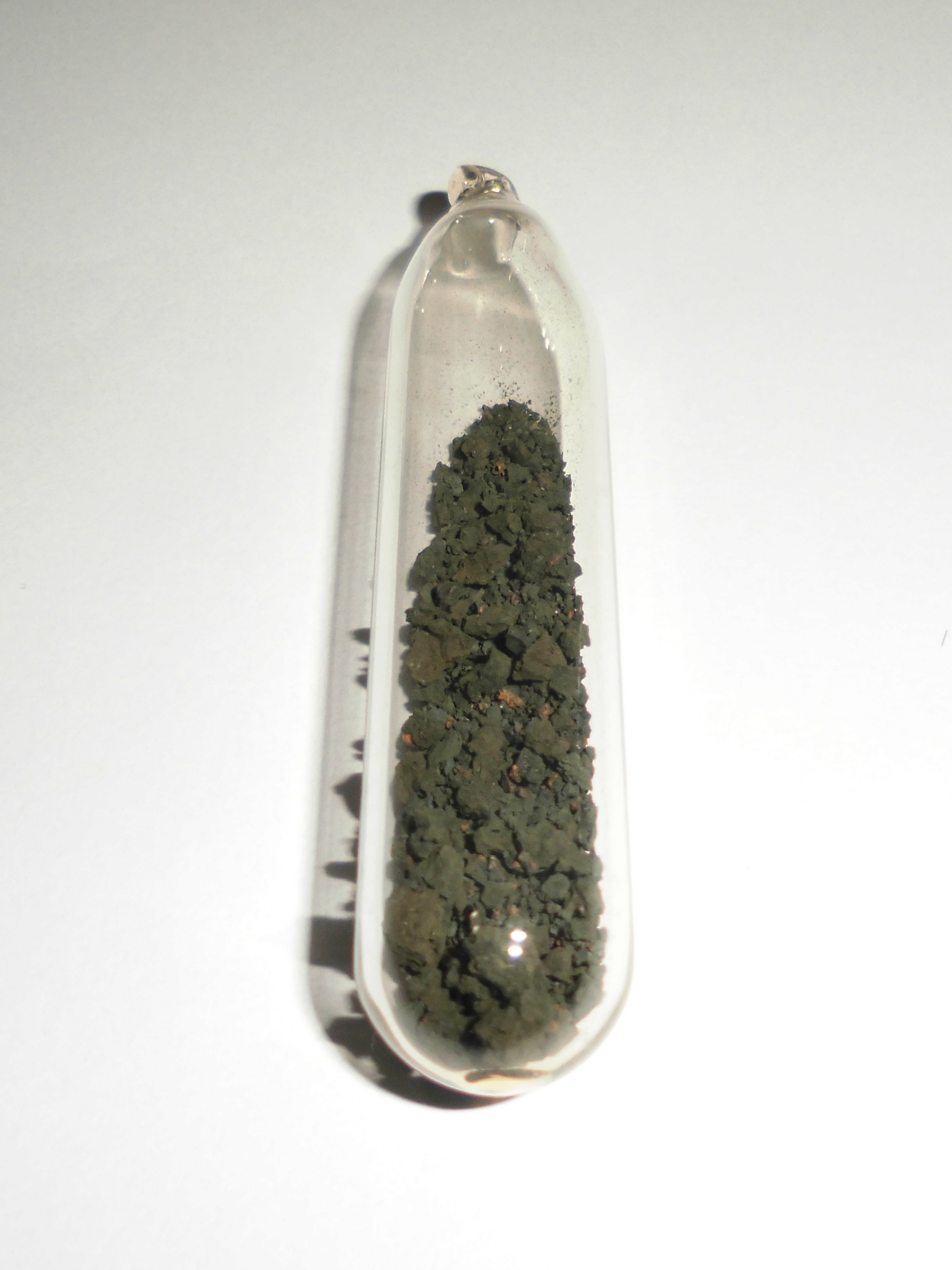
Octóxido de triurânio

Octóxido de triurânio (U3O8) é um composto de urânio . Está presente como um sólido verde-oliva a preto, inodoro. É uma das formas mais populares de bolo amarelo e é enviada entre usinas e refinarias nessa forma.